# Mosabacka
Mosabacka [måsa-] (fi. Tapanila) är en stadsdel med järnvägsstation i Malms distrikt och Staffansby stadsdel i Helsingfors stad. Fallkulla är ett delområde i Mosabacka. 
Det har funnits bosättning i Mosabacka sedan 1500-talet, men när Stambanan blev klar år 1862 ökade inflyttningen. En viktig roll spelade bolaget A.B. Parkstad-Wanda-Puistokylä O.Y., som på hösten 1906 köpte stora områden i Mosabacka och började stycka av tomter. Bolaget marknadsförde området som en lösning på trångboddhet och en grön villastad uppstod. Mosabacka inkorporerades med Helsingfors år 1946. 
I dag är Mosabacka ett område med egnahemshus, radhus och små höghus. Många av byggnaderna är gamla ursprungliga hus från tiden då området började parcelleras. År 1990 fördubblade man byggnadsrätten för tomterna vilket lett till att det byggts flera nya hus bland de gamla, men då har tomterna och grönskan minskat. 